# Trybunał Obrachunkowy i Dyscypliny Budżetowej
Trybunał Obrachunkowy i Dyscypliny Budżetowej (fr. Cour des comptes et de discipline budgetaire) – najwyższy organ kontroli w Kongu. Sprawuje kontrolę sądową nad rachunkami publicznymi, pomaga parlamentowi w kontrolowaniu przepisów finansowych. Organizację, skład i sposób działania określa ustawa.

## Historia Trybunału Obrachunkowego
Został ustanowiony na mocy konstytucji ze stycznia 2002 roku, wedle artykułów od 157 do 161, natomiast dokładny sposób jego funkcjonowania i skład określono w ustawie z 2005 roku. Według konstytucji z 2002 roku, jego zadaniem jest badanie popełnionych nieprawidłowości budżetowych i finansowych w rachunkach publicznych.

## Skład Trybunału
Według konstytucji z 2002 roku, składa się z sędziów i wysokich funkcjonariuszy posiadający odpowiednie kompetencje w sprawach finansowo-księgowych, a mianowani są przez prezydenta. Przed objęciem funkcji, członkowie trybunału składają przysięgę przed Zgromadzeniem Narodowym.
Obecnym pierwszym prezesem Trybunału jest Charles Emile Apesse.

## Rola i zadania Trybunału
Odpowiada za zarządzanie finansowo-księgowe funduszami państwowymi, społecznościami lokalnymi, instytucjami publicznymi, przedsiębiorstwami państwowymi, przedsiębiorstwami gospodarki mieszanej oraz organizacjami zabezpieczenia społecznego.
Według konstytucji z 2002 roku, poza swoją funkcją jurysdykcyjną pełni też rolę doradczą – przeznaczoną do informowania władz politycznych lub administracyjnych. Trybunał publikuje coroczne sprawozdanie publiczne, które kieruje do Prezydenta Republiki, do przewodniczących Zgromadzenia Narodowego i Senatu oraz do Prezesa Rady Ministrów.